# A.E.I.O.U.
"A.E.I.O.U." var et motto, som blev anvendt som signatur af den habsburgske kejser Frederik III (1415–93). Han anvendte forkortelsen på bygninger som Burg Wiener Neustadt og Domkirken i Graz, sit bordservice og andre genstande.

## Fortolkning
Frederik var allerede begyndt at bruge signaturen, da han blev valgt til Romernes Konge i 1440. Han forklarede ikke betydningen på det tidspunkt, men erklærede dog kort før sin død, at det var en tysk forkortelse: Alles Erdreich ist Österreich untertan, eller "Hele verden er underlagt Østrig."
Der har dog været fremsat andre fortolkninger, endda af samtidige heraldikere. En række forklaringer tager udgangspunkt i, at det var tænkt som et politisk slogan, som i disse latinske fraser:
- Austria est imperio optime unita ("Østrig er det imperium som er forenet bedst").
- Austria erit in orbe ultima ("Østrig vil stå som den sidste (overlevende)" (MKL 1890).[2]
- Austriae est imperare orbi universo ("Det er Østrigs skæbne at herske over hele verden") (MKL 1890).[2]

I alt er der forsøgt over 300 latinske og tyske fortolkninger gennem tiden; de fleste versioner refererer til et motto for nutidens Østrig eller det kæmpestore Habsburgske Monarki.